# Brian Hughes
Pour les articles homonymes, voir Hughes.
Brian Hughes (né en 1955) est un guitariste canadien de jazz fusion dont l'étendue du répertoire va du smooth jazz, auquel il est souvent apparenté, aux musiques du monde (en particulier les musiques latines) en passant par le blues. Toutefois, il est loin de se contenter de jouer de la guitare, employant aussi parfois l'oud, le bouzouki ou la balalaika. Depuis plus de 15 ans, il travaille également en studio aux côtés de la chanteuse canadienne Loreena McKennitt, coproduit un bon nombre de ses disques et mène son orchestre lors des tournées.

## Discographie
| Titre                       | Année | Label          |  |
| --------------------------- | ----- | -------------- |  |
| Between Dusk...And Dreaming | 1991  | Bluemoon       |  |
| Under One Sky               | 1992  | Justin Time    |  |
| Straight To You             | 1996  | Higher Octave  |  |
| One 2 One                   | 1998  | Virgin America |  |
| Shakin' Not Stirred         | 1999  | Higher Octave  |  |
| Along The Way               | 2003  | A440           |  |
| Live                        | 2007  | Sylvan House   |  |

## Liens
- (en) Site officiel